# Jonesville, Michigan
Jonesville är en ort i Hillsdale County i Michigan i USA. Vid 2020 års folkräkning hade Jonesville 2 176 invånare.